# Hammer Eslarn
Der Hammer Eslarn befand sich in dem Oberpfälzer Markt Eslarn unterhalb des Schlossberges an der Stelle der ehemaligen „Haberlmühle“ (Brennerstr. 39). Er wurde vom Wasser des Loisbaches angetrieben. Das Werk war ein Eisen- und Schienhammer.

## Geschichte
Im Jahr 1387 wird in der Oberpfälzer Hammereinigung ein Hammer zu Eslarn genannt, der sich im Besitz des Vellkes und des Ott Nottwein befand.
Das Erz für die Schmelzhütte erhielt man von Eisendorf; auch bestand ab 1422 ein Bergwerk im nahe gelegenen Kößing. Es wird berichtet, dass die Moosbacher Metzger jährlich 50 Pfund ausgelassenen Unschlitt zum Betrieb der Grubenlampen für den Bergwerksbetrieb lieferten. Ein weiteres Erzbergwerk befand sich zwischen Lohma und Pleystein. Diesem wurde 1463 von den Herzögen Johann IV. und Siegmund von Bayern das Rattenberger Bergrecht und die in Oberbayern üblichen Freiheiten verliehen. Das Werk war aber nicht sehr ergiebig und so wurde im 16. Jahrhundert das Erz von den Amberger Gruben beschafft.
Probleme ergaben sich wegen der Wasserknappheit durch die fortschreitende Siedlungstätigkeit und die Zurückdrängung des Waldes. Daher wurden größere Wassermengen aus dem Einzugsgebiet des östlichen Stücksteins, die sich im „Meerbachl“ (auch „Möhrenbach“ genannt) sammelten und in den Gerinnen „Fahrnbach“, „Ketschbach“ und „Netschbach“ schließlich in die Pfreimd mündeten, nach Eslarn umgeleitet. Dazu musste die Wasserscheide zwischen Fahrbachtal (bei Lindau) und Loisbachtal überwunden werden. Deshalb erwarb „ein früherer Besitzer des Eslarner Hammers von der Herrschaft Pleystein das Recht, das Wasser des auf pleysteinischen Hoheitsgebiet befindlichen Möhrenbächleins aus dem noch nicht besiedelten Wald Lindau auf Pflegamt Treswitzisches Hoheitsgebiet und damit nach Eslarn abzuführen. Dazu wurde ein etwa 2 ½ km langer Graben mit nördlicher Umgehung des Lindauer Berges zum „Kreutherbächl“ mit einem Kostenaufwand von 400 Lämmern (daher „400-Lämmergraben“, später und heute noch „Lindauerbächl“ genannt) angelegt und nach Errichtung der noch erhaltenen „Steinernen Wehr“ im „Möhrenbächl“ das Wasser desselben über die Wasserscheide nach Eslarn geleitet.“ Der Lindauer und der Loisbach vereinigen sich später zum sog. Hammergraben. Das hier gesammelte Wasser versorgt heute noch die Haberlmühle. Im weiteren Verlauf wird im Ortsgebiet Eslarn noch die Bühler Mühle mit Wasserenergie versorgt.
1413 kauft Friedrich Sentinger dem Hans Hofer von Trackenstein verschiedene Güter in Eslarn ab. Dabei wird erwähnt, dass der Sentinger auch 60 Pfennige Zins von dem Eslarer Hammer erhalten hat. Zehn Jahre später wurden alle diese Güter und Einnahmen an den Sohn Hans Säntinger übertragen.
1454 wird der Hammer zu Eslarn in Folge der Hussiteneinfälle als „öd“ bezeichnet. Der Hammer muss danach aber wieder aufgerichtet worden sein, denn es wird berichtet, dass der Hofmarksherr Hieronymus Stöckel „seine neue Wohnstätte ... auf der Anhöhe im Süden des Ortes [errichtete]. Das neue Schloss wurde im Vergleich zum alten ein vornehmer Bau. Stöckel entlehnte sich bei den benachbarten Hammermeistern über zweitausend Gulden; die Schuld beglich er mit Holzkohlen, welche aus den lehenbaren Wäldern gewonnen wurden.“ Endgültig abgegangen ist der Hammer im Dreißigjährigen Krieg, als 1621 die Soldaten Mansfelds den Ort verwüsteten.
Der sich im Laufe der Zeit angehäufte und noch sehr eisenhaltige Schlackenberg wurde nach dem Ersten Weltkrieg abgebaut und an die Luitpoldhütte im Amberg verkauft.
Heute befindet sich hier das Säge- und Palettenwerk der Fa. Josef Wildenau, das immer noch die Wasserkraft aus dem Hammergraben nutzt.